# Gmina Gradsko
Gmina Gradsko (mac. Општина Градско) – gmina wiejska w centralnej Macedonii Północnej.
Graniczy z gminami: Negotino od wschodu, Sztip od północnego wschodu, Łozowo od północy, Wełes od północnego zachodu, Czaszka od zachodu oraz Rosoman od południa.
Skład etniczny
- 77,77% – Macedończycy
- 12,37% – Boszniacy
- 3,38% – Romowie
- 3,32% – Albańczycy
- 1,89% – Turcy
- 1,27% – pozostali

W skład gminy wchodzi:
- 16 wsi: Dołno Cziczewo, Dworiszte, Gorno Cziczewo, Gradsko, Grncziszte, Kocziłari, Kuridere, Nogaewci, Podlec, Skaczinci, Swećani, Ubogo, Ułanci, Winiczani, Wodowrati, Zgropolci.